# Mecaphesa celer olivacea
Mecaphesa celer là một phân loài nhện trong họ Thomisidae.
Loài này thuộc chi Mecaphesa. Mecaphesa celer olivacea được Pelegrin Franganillo-Balboa miêu tả năm 1930.